# 符值相加記數法
符值相加記數法是一種利用排在一起的幾個數字符號來表示任意特定數字的方法。一般都會先將某些特定的符號指定特殊的數值，然後再將這些特定符號進行排列來表示其他的數字。
像在羅馬數字系統中，X表示10，L表示五十，因此LXXX意即80(50+10+10+10)。在此種記數法下，0是沒有必要使用的。符值相加記數法是種「史前」的記數法，在最後演變成了位記數法。

## 歷史
若無文字的人民想要在黏土板上表達「兩隻羊」的話，他們可以做出一個上面畫有兩隻羊圖樣的黏土板。但若是要表示「二十隻羊」時，這樣似乎就不太方便了。
在美索不達米亞文明，人們用小型的黏土圖徵來表示特定日常物品的數量，並將之如念珠般地串起，人們用某種圖徵表「一隻綿羊」和「十隻綿羊」，並用不同的圖徵表「十隻山羊」。為確保沒有人可以任意更改圖徵的樣式和代表的數量，有些人發明了形似中空的球的黏土封包，並將被串起的圖徵置入其中，如果有人爭辯物品的數量，那就可以將黏土封包擊破，並重數圖徵代表的數量。為避免不必要的損壞，人們將較古代的數字符號，在封包乾掉前，押在其外，每個符號都與其內部圖徵相似。由於只有少數的狀況需要將封包擊破，因此封包上的符號就成了現存最早被書寫的數字符號。

## 原文參照
- Denise Schmandt-Besserat, How Writing Came About, University of Texas Press, 1992, ISBN 0-292-77704-3 (pbk).

## 外部連結
- 十進位/羅馬數字轉換系統(JavaScript, GPL)